# Stevan Stojanović
Stevan Stojanović (Servisch: Стеван Стојановић) (Mitrovicë, 29 oktober 1964) is een voormalige Servische doelman. Hij won in 1991 Europacup I met Rode Ster Belgrado en verloor twee jaar later de finale van Europacup II met Antwerp FC.

## Carrière
Stojanović is een jeugdproduct van Rode Ster Belgrado. In zijn eerste jaren bij het eerste elftal fungeerde hij als doublure van Tomislav Ivković en later Živan Ljukovčan. Pas vanaf het seizoen 1986/87 werd hij een vaste waarde in doel. Stojanović stopte dat seizoen een strafschop van Hugo Sánchez in de heenwedstrijd van de kwartfinale van Europacup I. Stojanović groeide al snel uit tot een publiekslieveling bij Rode Ster Belgrado en kreeg van de supporters de bijnaam Mali Dika, verwijzend naar Aleksandar Stojanović, doelman van de club op het einde van de jaren '70.
Stojanović won in het seizoen 1987/88 zijn eerste landstitel met de club. Ook in 1990 en 1991 werd hij landskampioen met Rode Ster, in 1990 won hij zelfs de Joegoslavische dubbel nadat hij ook de Beker van Joegoslavië won. Zijn grootste triomf behaalde hij echter in 1991, toen hij naast de landstitel ook Europacup I won. Nadat er in de finale tegen Olympique Marseille geen doelpunten vielen stopte Stojanović in de strafschoppenreeks de strafschop van Manuel Amoros, waarop hij als aanvoerder de beker met de grote oren de lucht in mocht steken.
Van 1991 tot 1995 speelde Stojanović voor Antwerp FC. Hij won in 1992 de Beker van België, hoewel Ratko Svilar tijdens de finale in doel stond. Een jaar later speelde hij wel de finale van Europacup II, die Antwerp met 3-1 verloor van Parma AC. Na zijn periode bij Antwerp speelde hij nog voor BV Cloppenburg en Ethnikos Asteras.

## Palmares
Red Star Belgrado
- Joegoslavische Eerste Klasse: 1987–88, 1989–90, 1990–91
- Joegoslavische voetbalbeker: 1989-90
- Europacup I: 1990-91 (winnaars)

Royal Antwerp
- Beker van België: 1991–92
- UEFA Beker der Bekerwinnaars: 1992-93 (finalist)